# Hilara lugubris
Hilara lugubris is een vliegensoort uit de familie van de dansvliegen (Empididae). De wetenschappelijke naam van de soort is voor het eerst geldig gepubliceerd in 1819 door Zetterstedt.